# Oddone da Metz
Oddone da Metz (742 – 814) è stato un architetto franco.
Oddone fu contemporaneo di Carlo Magno ed è il primo architetto nato a nord delle Alpi di cui si abbiano testimonianze.
Per il re franco costruì la Cappella Palatina (805) e la Cattedrale di Aquisgrana. Per le sue opere si ispirò alla bizantina Basilica di San Vitale a Ravenna. Il progetto di Oddone non è però una copia, bensì una reinterpretazione di quell'edificio.

## Collegamenti
- Arte carolingia